# Porphyrinia imperialis
Porphyrinia imperialis là một loài bướm đêm trong họ Noctuidae.